# 关汉卿墓
关汉卿墓，位于中国河北省保定市伍仁村，为保定市安国市的一个省级文物保护单位，类型为古墓葬，公布时间为1993年7月15日。
关汉卿墓的历史年代为元代。